# Thiratoscirtus versicolor
Thiratoscirtus versicolor är en spindelart som beskrevs av Simon 1902. Thiratoscirtus versicolor ingår i släktet Thiratoscirtus och familjen hoppspindlar. Inga underarter finns listade i Catalogue of Life.